# Belgisch Stripcentrum
Het Belgisch Stripcentrum, voorheen het Belgisch Centrum voor het Beeldverhaal (Frans: Centre belge de la bande dessinée), is een museum, gewijd aan het Belgische stripverhaal. Het is gelegen in de Zandstraat 20 in Brussel, in een art-nouveau-gebouw ontworpen door Victor Horta.

## Oorspronkelijk gebouw
Het gebouw werd in 1905 in art-nouveaustijl gebouwd door de befaamde architect Victor Horta en was oorspronkelijk een warenhuis voor Charles Waucquez, handelaar in stoffen. Toen Waucquez in 1920 overleed begon het pand te verkommeren en na 1970 sloot de textielgroothandel zijn deuren. Jean Delhaye, oud-medewerker van Horta, trachtte het gebouw van de sloop te redden en zorgde er mede voor dat het op 16 oktober 1975 door de Koninklijke Commissie voor Monumenten en Landschappen erkend werd als beschermd patrimonium. Het pand bleef echter verder verkommeren en was een uitgelezen prooi voor vandalisme.

## Restauratie en nieuwe functie
Prof. architect Jan Bruggemans, bestuurder bij het Sint Lukasarchief, heeft als Commissaris Europalia Japan 1989 Afdeling Architectuur samen met de Japanse commissaris Riichi Miyake het initiatief genomen om het vervallen warenhuis Waucquez te gebruiken voor de tentoonstelling TRANSFIGURATION. Door dit initiatief werd besloten door de Regie der Gebouwen om het gebouw te restaureren en daarna in te richten als museum voor het Belgisch Stripverhaal.
In 1980 bezocht architect Jean Breydel het gebouw en sprak als stripliefhebber met stripauteur en art-nouveauliefhebber François Schuiten. Hij wilde het gebouw een nieuwe bestemming geven als Hergé-museum. Later werd dankzij de Tentoonstelling Transfiguratie in het kader van Europalia Japan besloten het volledig te restaureren. Er waren toen al een tijdje plannen een museum op te richten ter ere van de wereldvermaarde Belgische strip en het pand leek daarvoor uitermate geschikt. Striptekenaars Bob De Moor en Alain Baran waren na een bezoekje meteen gewonnen voor het plan. De Moor betrok Guy Dessicy bij de plannen, die op zijn beurt Hergé zelf betrok. Hergé, een van de mannen die verantwoordelijk was voor het ontstaan van de Belgische stripindustrie, gaf zijn goedkeuring, maar zou naar verluidt zelf met het idee gekomen zijn om het museum niet alleen aan hemzelf te wijden. In 1983 kwam ook de financiële ondersteuning rond toen minister van Openbare Werken Louis Olivier besliste dat het bouwwerk aangekocht zou worden door de Regie der Gebouwen. Horta's laatste nog bestaande warenhuis was hiermee definitief staatseigendom. In 1984 werd de vzw BCB opgericht, die het museum zou beheren en waarin Vlaamse en Franstalige striptekenaars en -auteurs zich verenigden. In 1986 werd dan bij Koninklijk Besluit overgegaan tot de restauratie.
Hoofdverantwoordelijke Pierre van Assche zorgde ervoor dat het gebouw zo uitgewerkt werd dat de oorspronkelijke architectuur gevrijwaard werd in harmonie met meer hedendaagse elementen. Het mozaïek werd via speciaal uit Italië overgevlogen mozaïekwerkers heraangelegd omdat er in België geen mensen meer waren die deze stiel beoefenden.
Op 6 oktober 1989 werd het Belgisch stripmuseum plechtig geopend in het bijzijn van koning Boudewijn en koningin Fabiola.

## Het Belgisch stripmuseum
Het Belgisch stripmuseum beschikt over een restaurant, een ruimte gewijd aan Victor Horta, een bibliotheek met leeszaal en studieruimte, een tentoonstelling over hoe strips gemaakt worden, een auditorium, een zaal waarin originele striptekeningen tentoongesteld staan en een ruimte gericht aan de tekenfilm met originele animatievoorwerpen uit onder meer de inmiddels wat vergeten Belgische tekenfilms.
Op de eerste verdieping vindt men dan het "Uitstalraam van de Verbeelding" terug waar de pioniers uit de Belgische strip allen een chronologisch opgebouwde en speels ingerichte tentoonstellingsruimte hebben gekregen. De striptekenaars die er tentoongesteld staan begonnen allen hun carrière tijdens de periode (1929-1960). Ook de legendarische stripbladen Kuifje en Robbedoes krijgen uitgebreid aandacht.
De tweede verdieping is gewijd aan strips en merchandising. Los hiervan wordt de ruimte ook geregeld gereserveerd voor tijdelijke tentoonstellingen.
Het museum ontvangt zo'n 200.000 bezoekers per jaar, waarvan 39% Fransen en 20% Belgen (cijfers 2012).

## Lijst van de tentoongestelde striptekenaars
- Hergé ( Kuifje, Quick en Flupke en Jo, Suus en Jokko)
- Jijé (Robbedoes en Kwabbernoot en Jerry Spring)
- Edgar P. Jacobs (Blake en Mortimer)
- Willy Vandersteen (Suske en Wiske, De Rode Ridder, Bessy)
- Marc Sleen, (Nero, De Avonturen van Piet Fluwijn en Bolleke, De Lustige Kapoentjes)
- Maurice Tillieux (Guus Slim)
- Bob De Moor, (Meneer Mus, Cori, de scheepsjongen)
- André Franquin (Robbedoes en Kwabbernoot (van 1943 tot 1967), Guust en Marsupilami)
- Jacques Martin (Alex)
- Morris (Lucky Luke)
- Paul Cuvelier (Corentin en Epoxy)
- Victor Hubinon (Buck Danny)
- Tibet (Chick Bill, Rik Ringers)
- Raymond Macherot (Chlorophyl en Snoesje)
- Jean Roba (Bollie en Billie, De Sliert)
- Peyo (De Smurfen en Johan en Pirrewiet)

Tien van de tentoongestelde stripauteurs zijn Franstalige Belgen, vier ervan Vlamingen en twee ervan (Jacques Martin en Tibet) werden in feite in Frankrijk geboren, maar leefden en werkten het grootste deel van hun leven in België.

## Trivia
- In de stripreeks Nero (strip) door Marc Sleen begint Nero in het album "De Verloren Zee" (1988) te hallucineren tijdens een diepzee-expeditie. Hij beeldt zich in strook 51-53 in dat hij op de zeebodem een huis binnenwandelt dat hij terecht enkele strookjes later herkent als "het stripmuseum". Als hij later weer bijgekomen is en Adhemar vertelt over wat hij heeft meegemaakt antwoordt deze "dat het stripmuseum pas in 1995 zal opengaan." Toen het verhaal in de krant liep was het museum nog niet officieel geopend, maar men wist al wel dat het gebouw in de Zandstraat ervoor gebruikt zou worden.
- In het De Kiekeboes-album Vrouwen komen van Mars (2010) bezoeken de Kiekeboes het Belgisch stripmuseum.
- In dezelfde straat, de Zandstraat te Brussel en recht tegenover het Belgisch stripmuseum staat het Museum van de Marc Sleen Stichting, het Marc Sleen Museum, een stripmuseum aan Marc Sleen gewijd.

## Fotogalerij

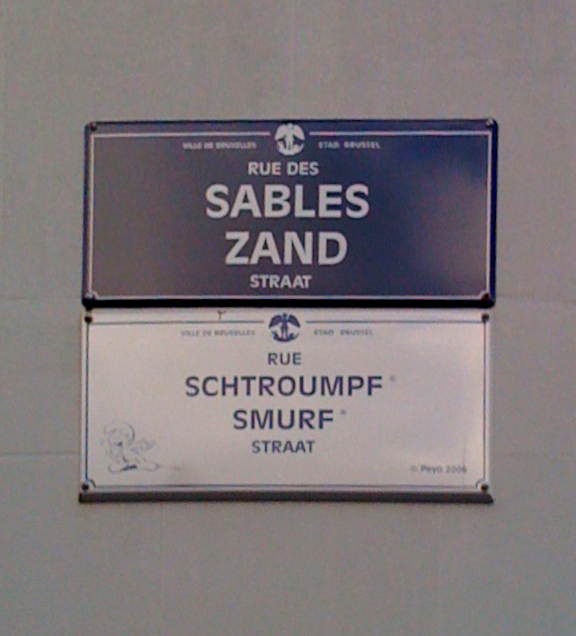
Naambordje Smurfstraat
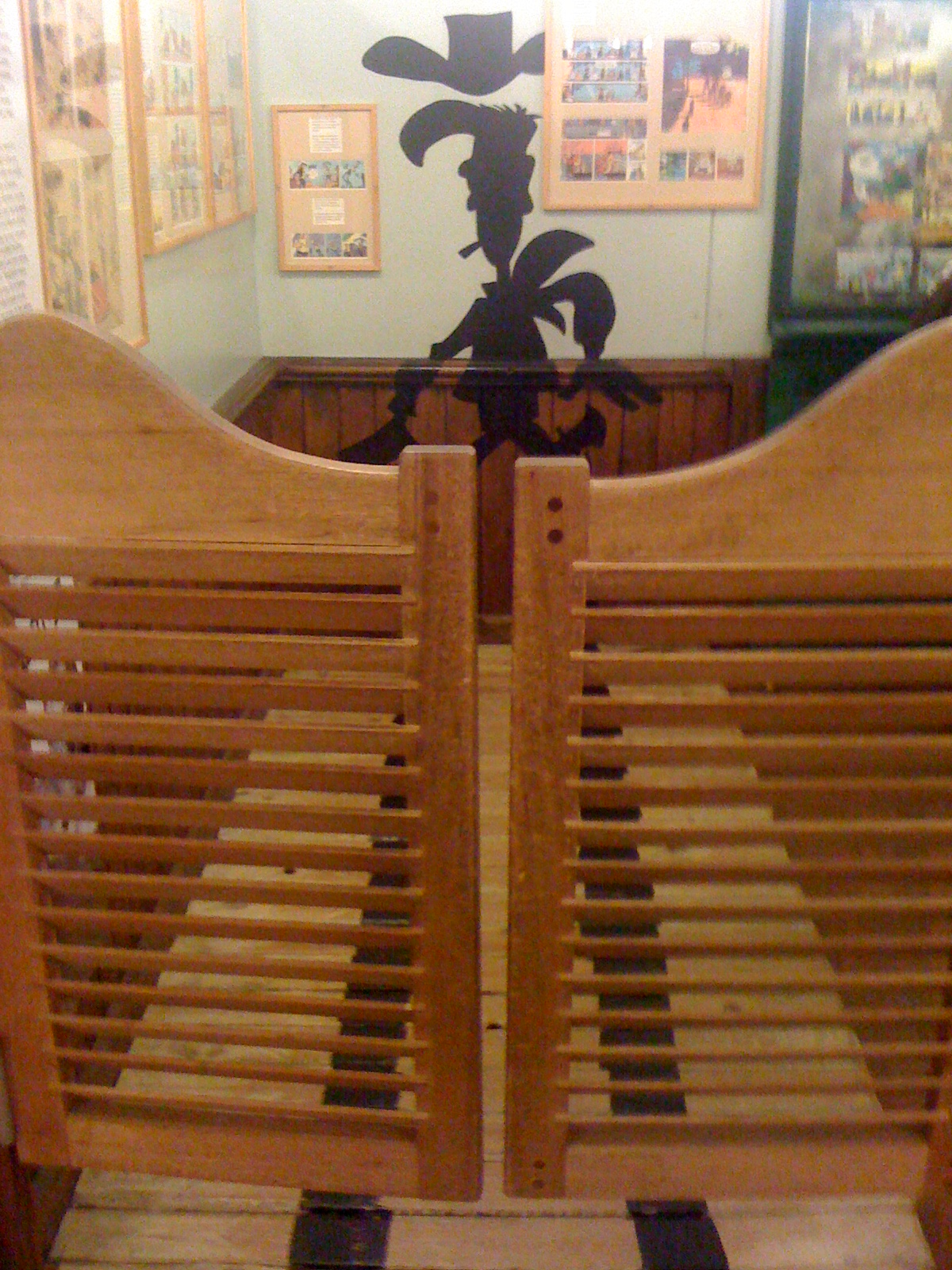
De schaduw van Lucky Luke
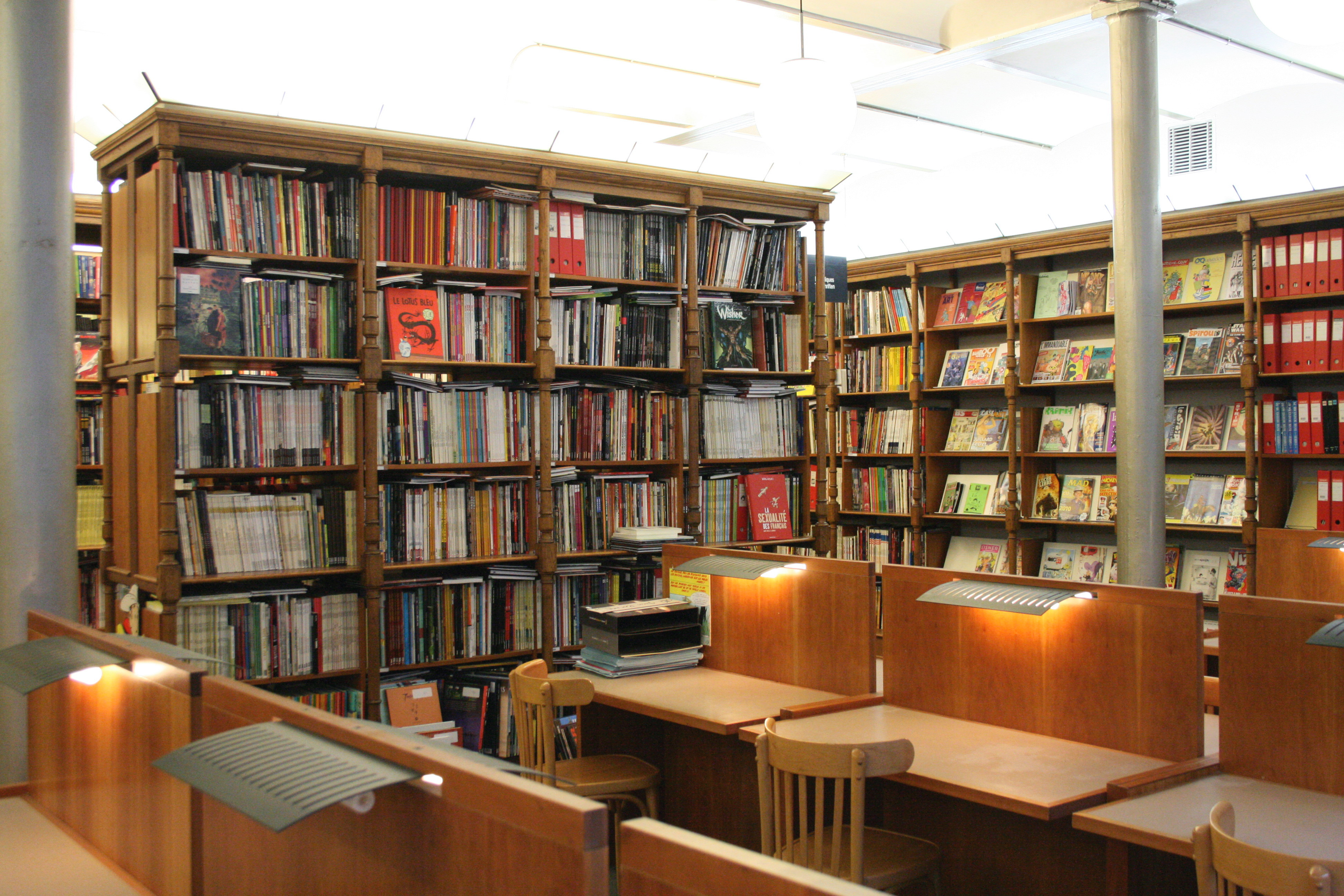
Bibliotheek
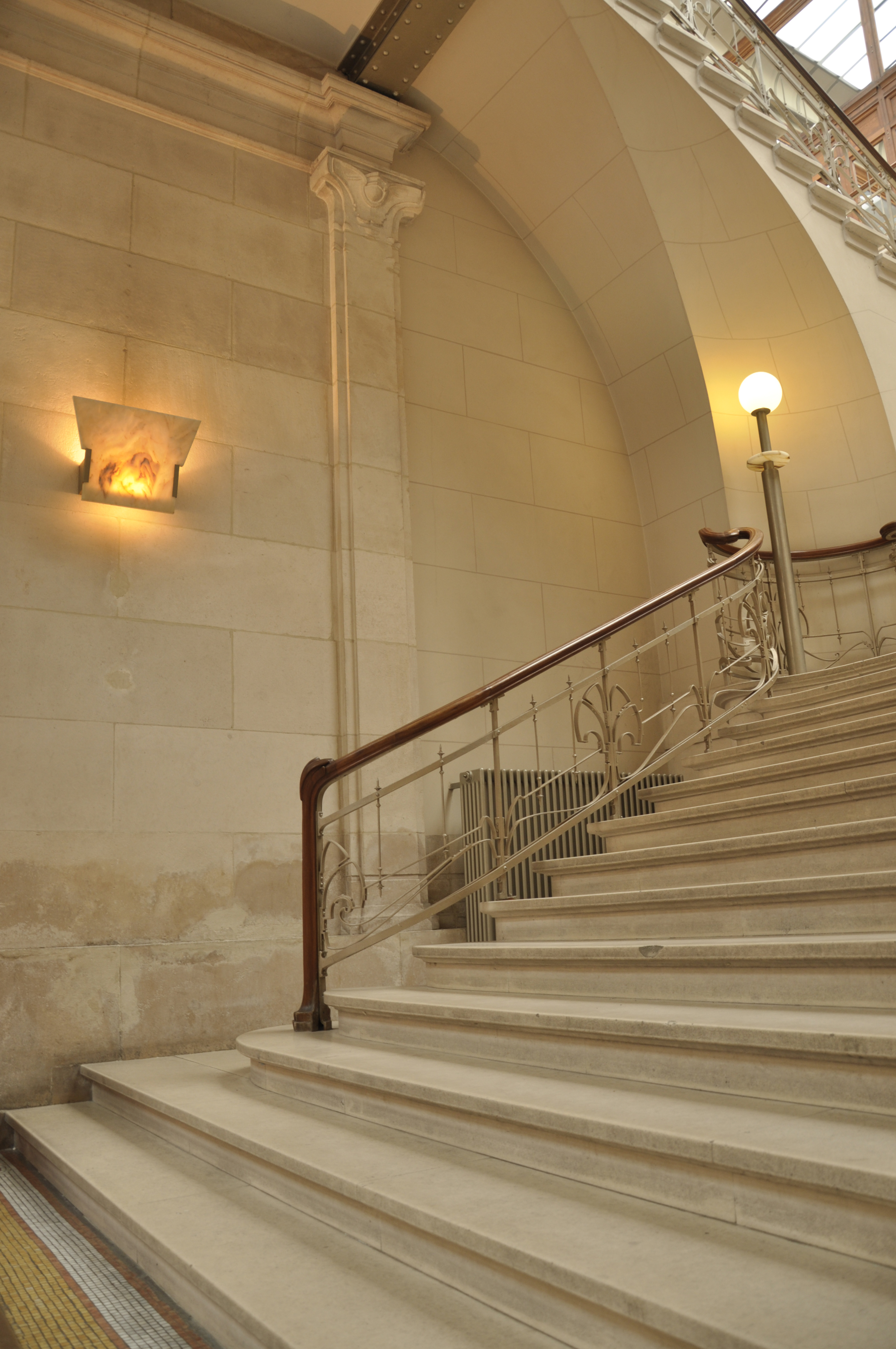
De trap aan de ingang
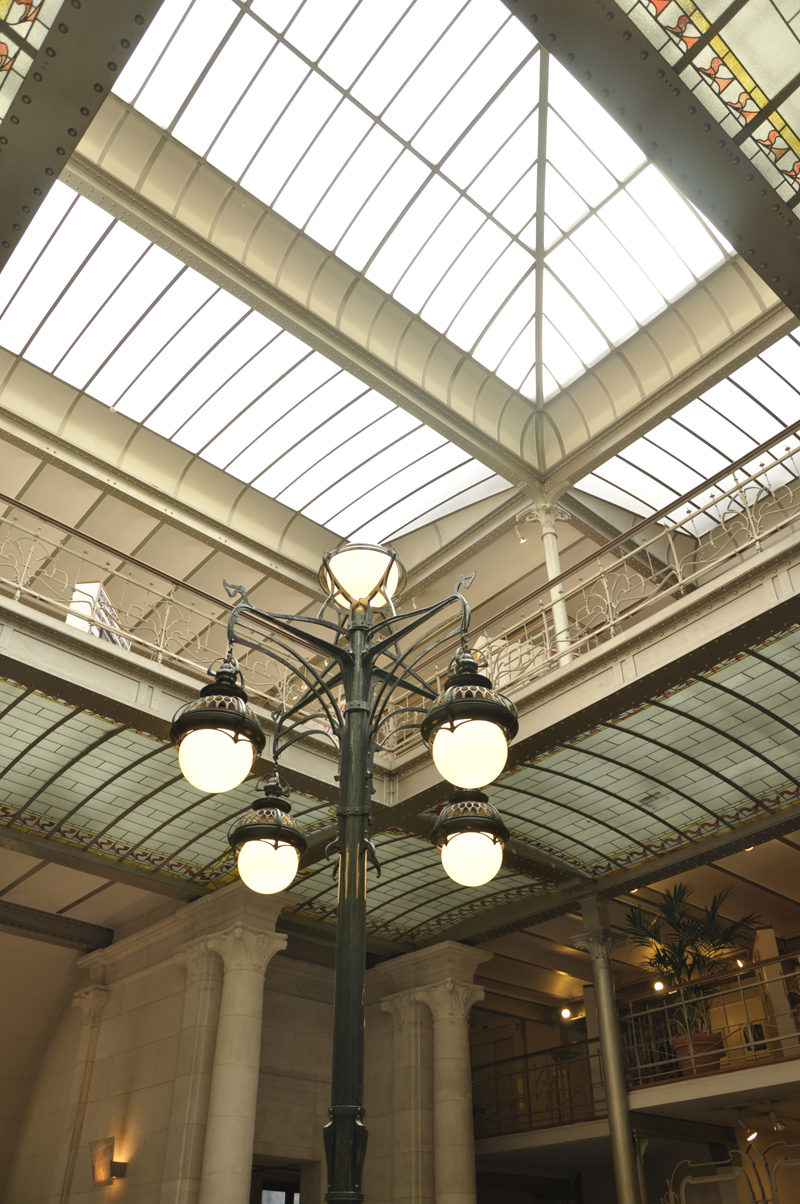
Glazen dak
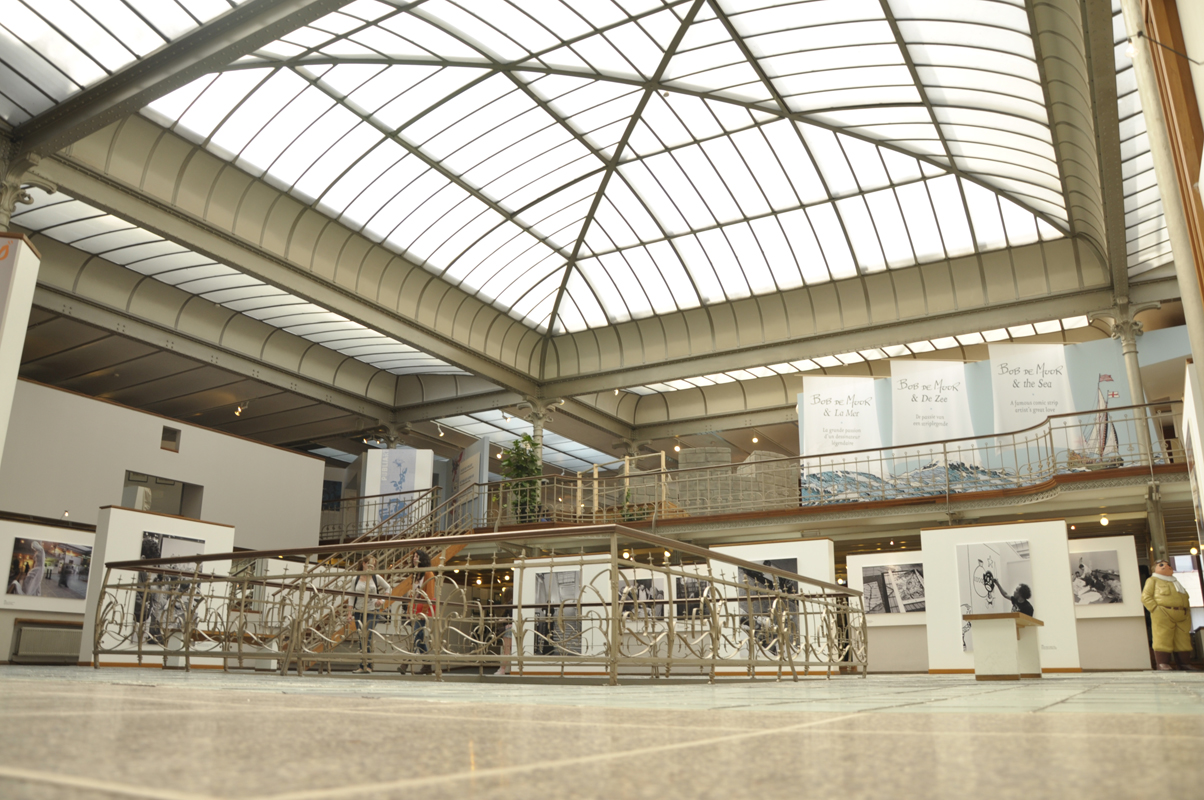
Eerste verdieping
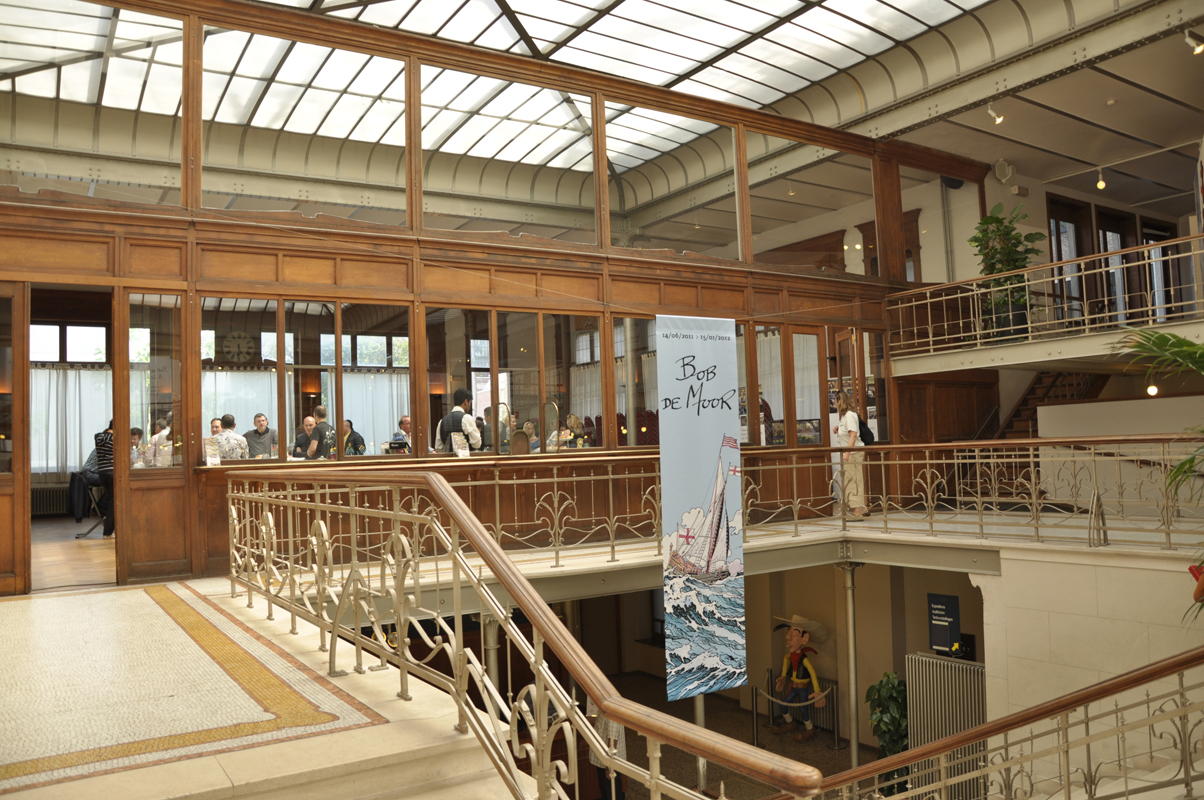
Eerste verdieping
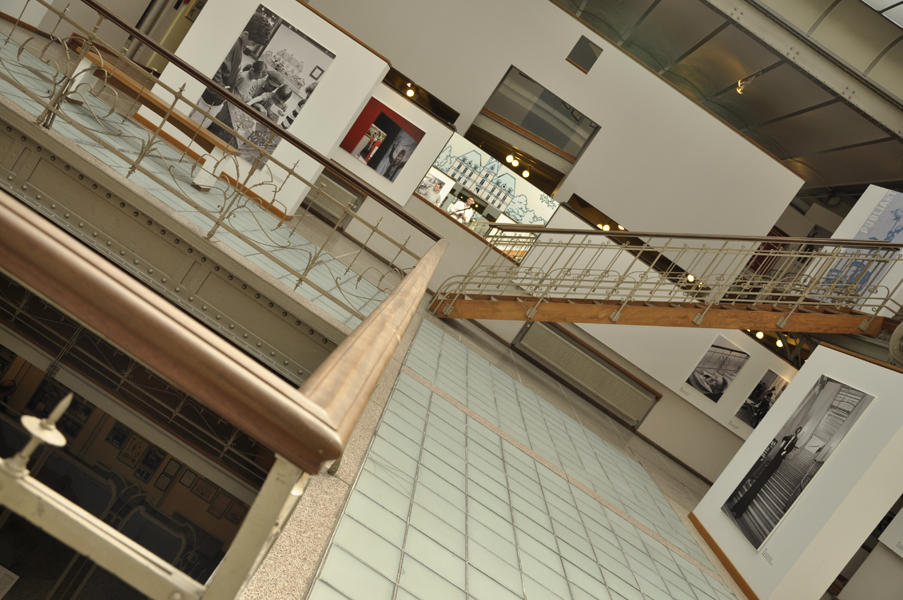
Tweede verdieping